# Нигерия на летних Олимпийских играх 1984
Нигерия принимала участие в Летних Олимпийских играх 1984 года в Лос-Анджелесе (США) в восьмой раз за свою историю, и завоевала одну серебряную и одну бронзовую медали.

## Медалисты
| Медаль  | Спортсмен                                                 | Вид спорта      | Дисциплина                |
| ------- | --------------------------------------------------------- | --------------- | ------------------------- |
| Серебро | Петер Коньегвачиэ                                         | Бокс            | Мужчины, до 57 кг         |
| Бронза  | Инносент Эгбунике Ротими Петерс Мозес Угбизиен Сандэй Ути | Лёгкая атлетика | Мужчины, эстафета 4×400 м |